# Stelletta simplicissima
Stelletta simplicissima är en svampdjursart som först beskrevs av Schmidt 1868.  Stelletta simplicissima ingår i släktet Stelletta och familjen Ancorinidae. Inga underarter finns listade i Catalogue of Life.